# Czupurek
Czupurek – polski telewizyjny spektakl teatralny dla dzieci z 1986 roku na podstawie tekstu Benedykta Hertza. Reżyseria i realizacja telewizyjna: Barbara Borys-Damięcka. 

## Wykonawcy
- Bożena Dykiel (Gęś)
- Teresa Lipowska (Indyczka)
- Zofia Merle (Kwoka)
- Maria Chwalibóg (Kaczka)
- Krzysztof Kowalewski (kogut, rola bez słów)
- Adrianna Biedrzyńska (Przybłęda)
- Tadeusz Chudecki (Czupurek)
- Cezary Morawski (Bażant Złocisty)
- Magdalena Kuta (papuga Ara de Kakadu)
- Grzegorz Wons (Wyżeł Murat)
- Zofia Rudnicka (Sroka)
- Julita Łubińska (córka Gęsi)
- Iwona Kowalczyk (córka Gęsi)
- Elwira Piorun (córka Indyczki)
- Katarzyna Chmurska (córka Indyczki)
- Krystyna Cichorzewska (córka Kaczki)
- Beata Krajewska (córka Kaczki)
- Joanna Fekecz (żaba)
- Jolanta Gogolewska (żaba)
- Mirosława Maludzińska (żaba)
- Alina Świdowska (żaba)
- Jarosław Domin (Żabor)
- Wykonanie piosenki Żab: Barbara Winiarska i Maria Winiarska

## Ekipa
- Charakteryzacja: Barbara Żyhoniuk, Anna Stanowska, Małgorzata Tomaszewska, Ewa Dziworska, Lucyna Niedzielska
- Opracowanie graficzne: Krzysztof Gozdera
- Realizacja nagrań radiowych: Jacek Szymański
- Kamery: Włodzimierz Stradszkiewicz, Waldemar Bala, Zbigniew Sokołowski
- Montaż: Krzysztof Szczęśniak
- Asystent reżysera: Hanna Boćkowska
- Asystent scenografa: Zofia Gall
- Kierownictwo produkcji: Krystyna Dynarowska, Anna Łuczyńska
- Redakcja programu: Elżbieta Zaleska
- Realizacja dźwięku: Jadwiga Cyran
- Realizacja światła: Adam Mrzygłocki
- Choreografia: Zofia Rudnicka
- Muzyka: Wojciech Głuch
- Dekoracja i kostiumy: Tatiana Kwiatkowska